# Pulsar (film)
Pulsar is een Vlaamse techno-thriller van Alex Stockman met in de hoofdrollen Matthias Schoenaerts en Tine Van den Wyngaert. De première van de film was op 19 januari 2011. Na 'Verboden te zuchten' uit 2000 is dit de 2de langspeelfilm van de regisseur. De titel Pulsar verwijst naar de gelijknamige straling uit de astronomie. Deze elektromagnetische stralen vormen de rode draad doorheen de film. Het verhaal speelt zich af in de 21ste eeuw en is gebaseerd op de evolutie in de communicatietechnologie en de manier waarop deze onze leefwereld gaat beïnvloeden. 

## Stijl
De regisseur toont aan dat de technologie niet stil staat en de 21ste eeuw gaat domineren. De focus wordt voornamelijk gelegd op Samuel die zich verliest in de moderne technologie, maar hierin steeds terug blijft vechten. De film kan opgevat worden als een monoloog rond het hoofdpersonage Samuel. Zijn gevecht met de onzichtbare vijand wordt via objectieve cameravoering in beeld gebracht. De personages worden voornamelijk via het ooghoogte- en kikvorsperspectief gefilmd. De meest gebruikte beeldgroottes zijn hierbij het medium-shot en de close-up. Het personage van Mireille is op een alternatieve manier aanwezig. In haar aanwezigheid is ze vaak fysisch afwezig, terwijl er toch een duidelijk beeld van haar verkregen wordt. Doorheen de film laat de regisseur verschillende personages aan bod komen, die mogelijks fungeren als hacker. Dit zorgt voor spanningsverhoging tijdens de film, wat uiteindelijk uitmondt op een open einde. 
Binnen de film zijn verschillende contrasten waar te nemen: 
- Mireille die het als carrièrevrouw wil maken, staat in contrast tegenover Samuel die zijn werk als koerier niet graag doet en uiteindelijk ontslagen wordt.
- New York wordt fleurig en kleurig in beeld gebracht, terwijl de omgeving van Samuel als donker en grauw wordt weergegeven.
- Het overschilderen van de vrolijke groene muren in de donkere anti-wifi verf, geeft extra kracht aan de paranoïde gedachten.
- Er is een duidelijk verschil in communicatiemiddelen tussen het heden en het verleden. Moderne technieken als internet, skype en gsm laten het afweten. Bijgevolg worden meer traditionele informatiedragers zoals de vinylplaat, bakelieten telefoon, polaroid-foto, super 8-film en handgeschreven brief in de verf gezet.
- Voor de belichting wordt meestal gebruikgemaakt van natuurlijk licht. In New York gaat het om daglicht en in Brussel om avondlicht. De close-ups krijgen extra kracht door het gebruik van zijdelingse belichting, wat schaduwvorming met zich meebrengt.

## Thema's
- Liefde
- Gemis
- Paranoia
- Communicatietechnologie

## Synopsis
Wanneer de vriendin van Samuel voor een stageopdracht vertrekt naar New York, blijft hij alleen achter in Brussel. Via het internet en de telefoon houden ze contact met elkaar. Tijdens een gesprek met zijn vriendin valt het internet uit, waardoor Samuel ontdekt dat iemand zijn computer hackt. Hij probeert het probleem op te lossen, maar de hacker weet van geen ophouden en lijkt het op Samuel en zijn relatie te hebben gemunt. Samuel verzeilt in een obsessie voor zijn computer, wat zorgt voor een toestand van paranoia.

## Rolverdeling
| Acteur                | Personage      |
| --------------------- | -------------- |
| Matthias Schoenaerts  | Samuel         |
| Tine Van den Wyngaert | Mireille       |
| Sien Eggers           | Mevrouw Luyckx |
| Josse De Pauw         | Vader          |
| Nico Sturm            | Mark           |
| Liesje De Backer      | Liesbet        |
| Marit Stocker         | Bovenbuurvrouw |
| Stefan Perceval       | Bovenbuurman   |
| Vincent Lecuyer       | Kriku          |